# O Bobo
O Bobo (Portugiesisch für: Der Hofnarr) ist ein Filmdrama des portugiesischen Filmregisseurs José Álvaro Morais aus dem Jahr 1987. Es ist eine freie und zweischichtige Verfilmung des gleichnamigen Romans von Alexandre Herculano aus dem Jahr 1842.

## Handlung
Der Film spielt im Jahr 1978, vier Jahre nach der Nelkenrevolution. In den alten Studios der Lisboa Filmes probt Theaterregisseur Francisco Bernardes mit seinem Ensemble seine Interpretation des Stücks O Bobo des Autors Alexandre Herculano ein. Er selbst spielt die Rolle des Dom Bibas. Das Ensemble arbeitet an dem Stück, in dem die Entstehung des Königreichs Portugal behandelt wird. Während in dem historischen Stück D. Afonso Henriques im Krieg gegen seine Mutter Teresa die Entstehung eines unabhängigen Portugals erkämpft, redet das Ensemble am Rande ihrer Arbeit an dem Stück über ihren Alltag, aber auch über das heutige Portugal und den Untergang des Portugiesischen Weltreichs.
Regisseur Francisco Bernardes und die Schauspielerin Rita Portugal erinnern sich an ihre alte Liebesbeziehung, als sie in einer Hafenkneipe am Tejo den Tag ausklingen lassen und über João reden, der Bernardes als einziger ermuntert hatte, seine Idee dieser Inszenierung tatsächlich umzusetzen und das alte Studio der Lisboa Filmes dafür zu nutzen. João, ein alter Freund seit Kindheitstagen und Vertrauter, mit dem Bernardes zusammen im Widerstand gegen das Estado-Novo-Regime war, versuchte Waffen zu verkaufen, die sie nach der Nelkenrevolution nicht abgegeben hatten, bis er am Morgen dieses Tages überraschend von einem Bühnenhandwerker tot in einer Ecke des Studios aufgefunden wurde.
Das Stück soll in der folgenden Woche Premiere haben und den Sommer über laufen. Bernardes wollte danach eigentlich nach New York gehen, sofern João durch den Verkauf der Waffen das Geld für alles das aufgetrieben hätte und sofern Rita mit Bernardes mitgegangen wäre. Die Verwirrungen, Täuschungen und Lügen überschlagen sich nun jedoch, Gefühle scheinen nicht echt zu sein. Die tatsächliche Geschichte, das historisierende Theaterstück und die Realitäten der heutigen Beteiligten verschwimmen oder zeigen Parallelen, und es liegen Zweifel und Unglaube über allen.

## Produktion
Die Dreharbeiten fanden auf Grund anhaltender Finanzierungsschwierigkeiten in Abständen statt, in den Jahren 1979/1980, 1985 und 1987, als er schließlich fertiggestellt wurde. Produziert wurde er von der portugiesischen Filmproduktionsgesellschaft Animatógrafo, mit finanzieller Unterstützung der öffentlichen Filmförderungsanstalt IPC (heute ICA) und der Gulbenkian-Stiftung. Das Budget belief sich auf vergleichsweise bescheidene 23,75 Mio. Escudos (heute ca. 120.000 Euro).

## Rezeption
Der Film wurde beim 40. Locarno Film Festival am 15. August 1987 erstmals aufgeführt und gewann dort mit dem Goldenen Leoparden den Hauptpreis des Festivals, als erster portugiesischer Film. In Portugal wurde er erstmals am 31. Oktober 1987 in der Cinemateca Portuguesa gezeigt. Danach fand er keinen Filmverleih und die Produzenten dachten über eine Ausstrahlung nur im Fernsehen nach, ohne einen Kinostart. Am 4. Januar 1991 kam er dann doch noch in die Kinos in Portugal, wo er allerdings nur im Kino King in Lissabon anlief und daneben nur als Theaterfilm im Teatro São Luiz in Lissabon und im Theatro Circo in Braga gezeigt wurde. Lediglich 678 Kinokarten wurden so verkauft.
Nachdem anfangs nur sehr wenige eingeweihte Cineasten die Qualität des Films erkannten, entdeckte nach dem Kinostart 1991 auch die Filmkritik das Werk, und er galt danach als eines der wegweisenden Werke in der Entwicklung des vielversprechenden Regisseurs José Álvaro Morais und als ein außergewöhnlich gelungenes Beispiel der portugiesischen Filmkunst. Gelobt wurden die Kamera, der Schnitt und die gesamte Ästhetik des Films, aber auch die Schauspielleistungen insbesondere von Paula Guedes und Luís Lucas, und die gelungene Wirkung der Stilmittel, die beispielsweise durch vertauschte Sprechrollen eine eigenartige Distanz schaffen und die den Film fast ins Komödiantische rücken, dabei explizit Bezug auf Lubitsch nehmend.
O Bobo erschien als VHS-Kassette bei Imaginação und später als DVD bei Atalanta Filmes.